# Самопосматрање
Самопосматрање је техника која се састоји у истраживачком процесу посматрања „самог себе“, односно својих психичких доживљаја и анализи свог искуства. Разликују се два облика самопосматрања (интроспекције). Симултана интроспекција се одиграва истовремено са доживљајем, а ретроспективна интроспекција се заснива на анализи по сећању. Иако је од бихевиориста самопосматрање одбачено као сувише субјективан метод, још увек се користи у околностима када особе имају способност самоанализе чиме се добија драгоцени материјал за анализу. У социјалном раду самопосматрање пружа драгоцене податке за разумевање понашања личности, посебно атипичних форми.
Интроспекција је метод који се састоји у брижљивом самопосматрању и бележењу сопствених психичких доживљаја и детаљном описивању тако откривених садржаја. Интроспекција представља научни поступак специфичан само за науке које се баве проблемима појединца (психологија, педагогија, соц. рад, психијатрија). Упркос критика због превеликог субјективизма, интроспекција остаје као метод јер се једино њоме могу испитати неке субјективне појаве (снови, планови, сећања итд.), а и само понашање је разумљивије када познајемо доживљај личности који га условљава.